# Gazivode
Pour l’article homonyme, voir Gazivode (Sokolac).
Gazivode en serbe latin et Ujmanë en albanais (en serbe cyrillique : Газиводе) est une localité du Kosovo située dans la commune/municipalité de Zubin Potok/Zubin Potok, district de Mitrovicë/Kosovska Mitrovica. Selon des estimations de 2009 comptabilisées pour le recensement kosovar de 2011, elle compte 319 habitants, dont une majorité de Serbes.

## Géographie
Gazivode est situé sur les bords de l'Ibar.
Près de Gazivode/Gazivodë, un barrage a créé le lac artificiel de Gazivode (superficie : 11,9 km2, altitude 693 m, profondeur 105 m). L’eau de ce lac est utilisée par les installations industrielles et minières de la région de Mitrovicë/Kosovska Mitrovica et de Trepča. Près de Gazivode/Gazivodë se trouve aussi le lac de retenue de Pridvorice. Ces lacs permettent l’irrigation d’une région de 300 km2 ; ils représentent une partie d’un plan qui devait créer le vaste hydrosystème d’Ibar-Lepenac, supposé réguler le cours de l’Ibar, de la Sitnica et du Lepenac. Ce plan, qui n’a jamais été achevé, prévoyait l’irrigation des terres, la production d’électricité et la protection de l’environnement.

## Démographie

### Évolution historique de la population dans la localité
| 1948 | 1953 | 1961 | 1971 | 1981 | 1991 | 2009 |
| ---- | ---- | ---- | ---- | ---- | ---- | ---- |
| 112  | 119  | 111  | 99   | 136  | 142  | 319  |

|  |